# 古田俊正
古田俊正（日语：／ Furuta Toshimasa）是一位日本天文學家。

## 科學發現
自1989年以來，他與秋山萬喜夫一起在靜岡縣裾野市發現了10顆小行星，其中包括小行星5333金谷。
小行星中心認為他於1980年至1996年間發現或共同發現了82顆小行星。